# André Blattmann
André Blattmann (ur. 6 marca 1956 w Richterswil) – szwajcarski generał porucznik i Szef Sztabu Szwajcarskich Sił Zbrojnych od 1 marca 2009 (p.o. od 20 sierpnia 2008).

## Życiorys
Ukończył studia z zarządzania i otrzymał tytuł licencjata. 1 stycznia 2001 otrzymał awans i został mianowany szefem sztabu 4 Korpusu Armii. W 2002 uczestniczył w szkoleniu Senior International Defense Management Course w Monterey w Kalifornii w Stanach Zjednoczonych. W 2003 kończąc studia podyplomowe Executive MBA został absolwentem Uniwersytetu w Zurychu. W latach 2004–2005 był komendantem Szkoły Głównej, która jest częścią systemu szkolnictwa wyższego w szwajcarskiej armii.

### Szef Sztabu
20 sierpnia 2008 został p.o. Szefa Sztabu, a od 1 marca 2009 jest Szefem Sztabu Szwajcarskich Sił Zbrojnych.
W styczniu 2016 słowami: "Zagrożenie terroryzmem wzrasta, a wojna hybrydowa toczy się już na całym świecie. Perspektywy gospodarcze są ponure, a niekontrolowane migracje osób wysiedlonych i uchodźców wojennych mogą mieć bardzo nieprzewidywalne konsekwencje." ostrzegł obywateli Szwajcarii, że powinni się zbroić i być gotowi na pogorszenie się sytuacji międzynarodowej, a nawet wojnę domową w Europie.